# Podgorje pri Letušu
Podgorje pri Letušu (Duits: Absberg) is een plaats in Slovenië en maakt deel uit van de gemeente Braslovče in de NUTS-3-regio Savinjska. De plaats telde 64 inwoners op 1 januari 2020.